# How Far to Asgaard
How Far to Asgaard – pierwszy album farerskiego zespołu Týr wydany w styczniu 2002 roku przez rodzimą wytwórnię grupy – Tutl. Większość utworów napisanych została w języku angielskim, zostawiając tylko jeden farerskiemu, ojczystemu dla muzyków zespołu. Każdy kawałek nawiązuje do nordyckiej tradycji. Przed albumem zespół wydał krótkie demo zatytułowane po prostu Týr.
2 października 2008 roku Týr, wraz z Napalm Records, wydał nową edycję tego albumu, zawierającą dwa dodatkowe utwory z singla Ólavur Riddararós, wydanego w roku 2002 – tytułowy Ólavur Riddararós (4:36) oraz Stýrisvølurin, kończący się w 6:42, jednak po dwóch minutach i dwudziestu pięciu sekundach zaczyna się poemat Nornagest Ríma (9:34), który w poprzedniej wersji następował po utworze How Far to Asgaard. Pomimo tego, że muzyk ten nie gra już w zespole, Pól Arni Holm jest na tej płycie głównym wokalistą. Jest to kolejne wydanie dawnej płyty Týra, wydanej wcześniej przez mniej znaną wytwórnię Tutl, przez co może być ono rozpowszechniane w większej liczbie krajów (poprzednią płytą, gdzie zastosowano ten sam zabieg, był album Eric the Red), tym razem zmieniona została warstwa brzmieniowa niektórych utworów.

## Lista utworów
Wersja z roku 2002:
1. „Hail to the Hammer” – 4:34 (muzyka: Heri Joensen i Pól Arni Holm, tekst: Heri Joensen)
2. „Excavation” – 6:42 (muzyka: Heri Joensen, Jón Joensen i Gunnar H. Thomsen, tekst: Heri Joensen)
3. „The Rune” – 6:42 (muzyka: Heri Joensen, Pól Arni Holm i Gunnar H. Thomsen, tekst: Heri Joensen)
4. „Ten Wild Dogs” – 6:51 (muzyka: Heri Joensen, Jón Joensen i Gunnar H. Thomsen, tekst: Heri Joensen)
5. „God of War” – 7:08 (muzyka: Heri Joensen i Jón Joensen, tekst: Heri Joensen)
6. „Sand in the Wind” – 6:24 (muzyka i tekst: Heri Joensen)
7. „Ormurin Langi” – 5:50 (muzyka: farerska muzyka ludowa, zaaranżowana przez Heriego Joensena i Káriego Streymoya, tekst: Jens Christian Djurhuus(inne języki))
8. „How Far to Asgaard” – 29:27 (wł. 8:59) (muzyka: Heri Joensen, Pól Arni Holm i Kári Streymoy, tekst: Heri Joensen)

- Utwór Ormurin Langi, jedyny w całości śpiewany po farersku został napisany przez Jensa Christiana Djurhuusa w  latach 30. XIX wieku i jest dziś jedną z najpopularniejszych piosenek ludowych na Wyspach Owczych.

Wersja z roku 2008:
1. „Hail to the Hammer” – 4:36 (muzyka: Heri Joensen i Pól Arni Holm, tekst: Heri Joensen)
2. „Excavation” – 6:42 (muzyka: Heri Joensen, Jón Joensen i Gunnar H. Thomsen, tekst: Heri Joensen)
3. „The Rune” – 6:44 (muzyka: Heri Joensen, Pól Arni Holm i Gunnar H. Thomsen, tekst: Heri Joensen)
4. „Ten Wild Dogs” – 6:55 (muzyka: Heri Joensen, Jón Joensen i Gunnar H. Thomsen, tekst: Heri Joensen)
5. „God of War” – 7:11 (muzyka: Heri Joensen i Jón Joensen, tekst: Heri Joensen)
6. „Sand in the Wind” – 6:23 (muzyka i tekst: Heri Joensen)
7. „Ormurin Langi” – 5:53 (muzyka: farerska muzyka ludowa, zaaranżowana przez Heriego Joensena i Káriego Streymoya, tekst: Jens Christian Djurhuus(inne języki))
8. „How Far to Asgaard” – 8:59 (muzyka: Heri Joensen, Pól Arni Holm i Kári Streymoy, tekst: Heri Joensen)
9. „Ólavur Riddararós” – 4:36 (muzyka: farerska muzyka ludowa, zaaranżowana przez Heriego Joensena, tekst: farerska muzyka ludowa)
10. „Stýrisvølurin” – 20:14 (utwór zawiera poemat Nornagest Ríma po kilkuminutowej przerwie) (muzyka: Heri Joensen/farerska muzyka ludowa, tekst: Heri Joensen)

## Twórcy
1. Heri Joensen – gitara elektryczna
2. Kári Streymoy – perkusja
3. Gunnar H. Thomsen – gitara basowa
4. Jón Joensen – gitara elektryczna
5. Pól Arni Holm – śpiew

## How Far to Asgaard
Tytułowy utwór How Far to Asgaard pojawił się już na wcześniejszym demo zespołu, zwanym Týr. Tekst napisany został w większości po angielsku, a inspirację zaczerpnięto z mitologii nordyckiej, co widać nawet w tytule, gdzie umieszczono nazwę krainy zamieszkanej przez istoty boskie – Asgard. Ostatnie dwa wersy są po farersku. Muzyka jest tworem trzech muzyków zespołu; Heriego Joensena, Káriego Streymoya i niewystępującego już w Týrze Póla Arniego Holma, tekst natomiast napisany został wyłącznie przez Heriego.
Właściwa długość utworu to 8 minut i 59 sekund. Na oryginalnej płycie poprzedza go niemal dziesięciominutowa cisza, skrócona w wersji rosyjskiej do niecałej minuty. W 49 sekundzie 18 minuty rozpoczyna się jeszcze farerski poemat „Nornagest Ríma”, trwający niemal 11 minut. Całość kończy się w 29 minucie i 27 sekundzie. Zmienione zostało to w wydaniu z 2008 roku, kiedy poemat Nornagest Ríma przeniesiono na koniec utworu Stýrisvølurin.